# Dankmarshäuser Rhäden
Dankmarshäuser Rhäden este o arie protejată (arie specială de conservare — SAC, sit de importanță comunitară — SCI) din Germania întinsă pe o suprafață de 111 ha, integral pe uscat.

## Localizare
Centrul sitului Dankmarshäuser Rhäden este situat la coordonatele 50°56′19″N 10°00′20″E / 50.9386°N 10.0056°E.

## Înființare
Situl Dankmarshäuser Rhäden a fost declarat sit de importanță comunitară în iunie 2004 pentru a proteja 14 specii de animale. Situl a fost protejat și ca arie specială de conservare în iulie 2008.

## Biodiversitate
Situată în ecoregiunea continentală, aria protejată conține 2 habitate naturale: Lacuri eutrofice naturale cu vegetație de tip Magnopotamion sau Hydrocharition, Fânețe de joasă altitudine (Alopecurus pratensis, Sanguisorba officinalis).
La baza desemnării sitului se află mai multe specii protejate de  păsări (14): lăcar-de-rogoz (Acrocephalus schoenobaenus), rață lingurar (Anas clypeata), rață mică (Anas crecca crecca), rață cârâitoare (Anas querquedula), Charadrius dubius curonicus, barză albă (Ciconia ciconia ciconia), erete de stuf (Circus aeruginosus), lăstun de casă (Delichon urbicum), becațină comună (Gallinago gallinago), rândunică (Hirundo rustica), sfrâncioc roșiatic (Lanius collurio), gaia roșie (Milvus milvus), pițigoi-pungar (Remiz pendulinus), nagâț (Vanellus vanellus)
Pe lângă speciile protejate, pe teritoriul sitului au mai fost identificate 2 specii de plante, 1 specie de păsări.